# Sinfonía n.º 4 (Dvořák)

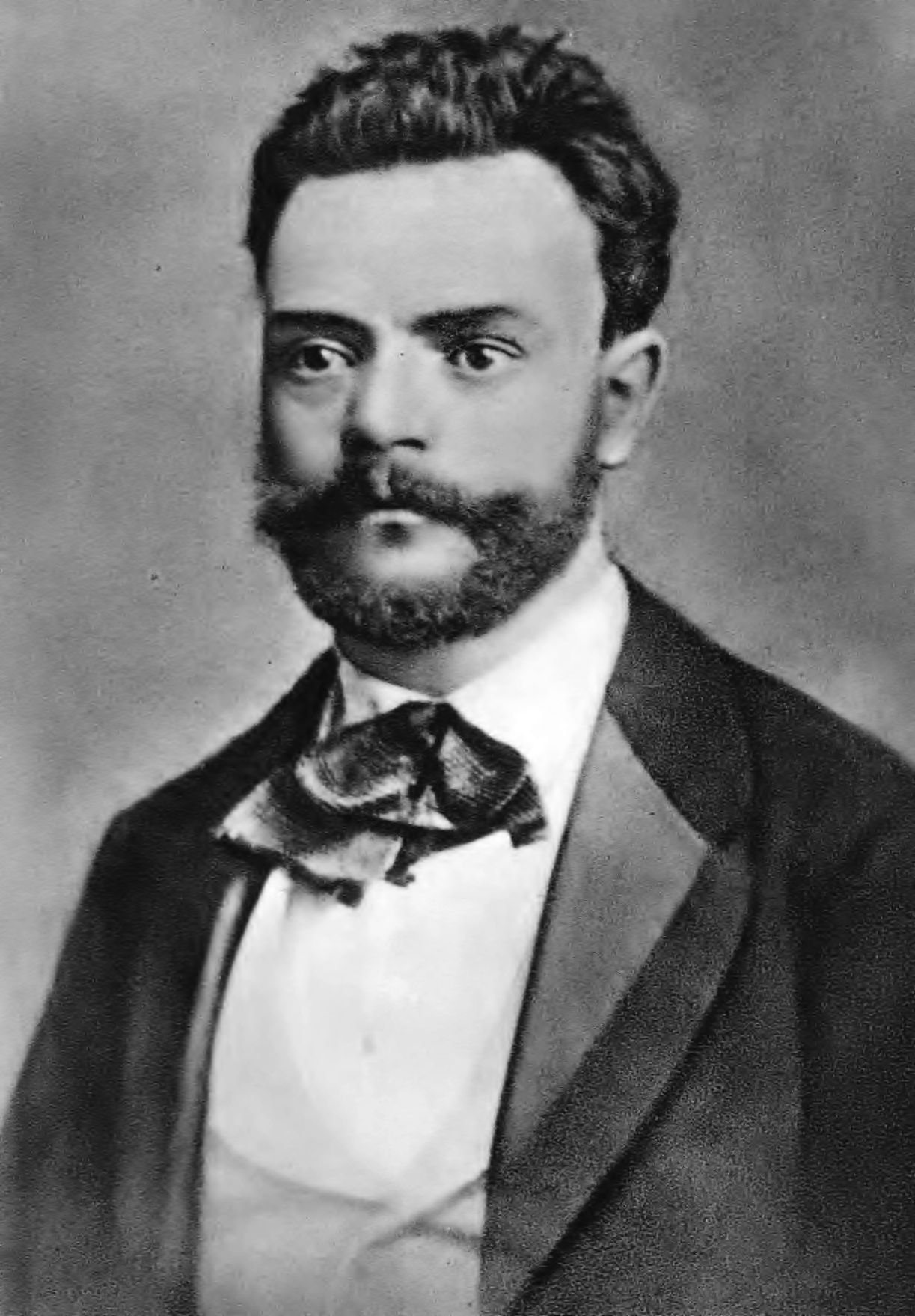
Dvořák en 1870.

La Sinfonía n.º 4 en re menor, Op. 13 / B. 41 fue compuesta por Antonín Dvořák en 1874.

## Historia

### Composición
La composición de este opus se desarrolló entre el 1 de enero y el 26 de marzo de 1874, cuando el compositor tenía 33 años. En febrero de 1863 Dvořák había asistido en Praga a un concierto en el que Richard Wagner ofreció bajo su propia dirección diversos fragmentos de sus óperas. Quedó profundamente impresionado por aquella música novedosa, en particular por la ópera Tannhäuser. El recuerdo fue tan duradero que no le había desaparecido aun cuando once años después se ocupaba en componer esta sinfonía. De aquella ópera tomó el tema del Coro de peregrinos en torno al cual gira todo su segundo movimiento a modo de variaciones sobre el mismo.
Cuando el maestro checo empezó a trabajar en esta pieza, un puñado de crisis artísticas –en torno a la ópera El rey y el carbonero y el incompleto Cuarteto de cuerda n.º 6 en la menor, Op. 12– le obligaron a plantearse abandonar su lealtad juvenil a los ideales wagnerianos y buscar nuevas formas de orientarse como compositor. El clasicismo y el nacionalismo, tan a menudo considerados como compañeros impropios, acabarían encontrando la unión a través de la pluma de Dvořák, y en esta sinfonía podemos oír los pasos del compositor -aquí inseguros, allí seguros- empezando a trazar ese camino. En 1887 y 1888 fue sometida a una revisión por parte del compositor y sufrió importantes retoques. Poco después de terminar la sinfonía, Dvořák presentó su partitura junto con sus otras obras junto con su solicitud de una beca estatal, que finalmente le fue concedida.

### Estreno y publicación
El estreno de la sinfonía completa se celebró el 6 de abril de 1892 con la interpretación de la Orquesta del Teatro Nacional bajo la dirección del propio compositor en uno de los llamados Conciertos Eslavos de Praga. Esta primera interpretación de la sinfonía revisada en parte durante la década de 1880 y se materializó casi 20 años después de que la compusiera por primera vez. Este acontecimiento fue uno de los conciertos de "despedida" que Dvořák organizó antes de su partida a Estados Unidos. Inicialmente se había interpretado como pieza independiente solo el tercer movimiento o scherzo de la Sinfonía n.º 4 en el concierto en el cual se estrenó la Sinfonía n.º 3 el 25 de mayo de 1874, por Bedřich Smetana con la Orquesta "Filharmonie" de Praga.

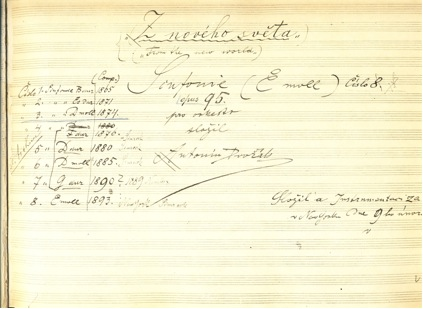
Portada de la Novena de Dvořák (para él n.º 8). A la izquierda se ve la lista de sus sinfonías con la numeración sin tener en cuenta la primera perdida.

La primera publicación de esta obra no llegó hasta 1912 y fue llevada a cabo de forma póstuma por la editorial N. Simrock en Berlín. La numeración de la producción sinfónica de Dvořák no siempre ha seguido un orden cronológico debido a varios factores. En primer lugar, el compositor creyó perdida su primera sinfonía y numeró el resto por fecha de composición del 1 al 8. Por otra parte, nunca valoró sus primeras sinfonías, que además quiso destruir. Ello hizo que tardase en decidirse a publicar sus sinfonías y su editor inició el uso arbitrario de los números de opus así como la numeración de las sinfonías, una práctica que causó mucha confusión en años posteriores. A mediados del siglo XX el estudioso de Dvořák, Otakar Šourek, estableció una nueva numeración de las sinfonías en la que figuraban las sinfonías tempranas reconocidas como parte legítima de su canon y entre ellas se encontraba ya la primera sinfonía recuperada.

## Instrumentación
La partitura está escrita para una orquesta formada por:
- Viento madera: 2 flautines, 2 flautas, 2 oboes, 2 clarinetes, 2 fagotes.
- Viento metal: 4 trompas, 2 trompetas, 3 trombones, 1 tuba.
- Percusión: timbales, bombo, platillos, triángulo.
- Cuerda: 1 arpa y una sección de cuerdas con violines I y II, violas, violonchelos y contrabajos.

## Estructura y análisis
La sinfonía consta de cuatro movimientos:
- I. Allegro, en re menor 3
4
- II. Andante sostenuto e molto cantabile, en si bemol mayor 4
4
- III. Scherzo. Allegro feroce, en do mayor 6
4
- IV. Finale. Allegro con brio, en re menor – re mayor 2
4

La interpretación de la obra dura aproximadamente 40 minutos. Tras experimentar con un diseño en tres movimientos en la Sinfonía n.º 3, el compositor retoma la estructura en cuatro movimientos que ejercería para siempre en su trabajo como sinfonista. La obra aún se considera inmadura (sólo con la Sinfonía n.º 5 empezó a resolver realmente el rompecabezas sinfónico), pero es una cuyos contornos se acercan mucho más al Dvořák amado por el público mundial que los de cualquiera de las tres sinfonías anteriores. Es evidente que había progresado de manera considerable en el tratamiento formal de grandes extensiones musicales, sobre todo en los dos movimientos exteriores. La atmósfera neorromántica de sus primeras sinfonías sigue presente, pero en su conjunto la composición lleva ya el sello de la individualidad artística de Dvořák.

### I.Allegro
El primer movimiento, Allegro, está escrito en la tonalidad de re menor, en compás de 3/4 y sigue la forma sonata. Se distingue por su espíritu enérgico y vigoroso, y también introduce un rasgo típico de las últimas obras de madurez de Dvořák: el arte del contraste, aquí representado por el carácter dispar del primer y segundo temas. Cuenta con un robusto tema principal, marcado grandioso, y un segundo tema, marcado molto espressivo, que tiene un carácter cálido y apasionado en si bemol mayor.

### II.Andante sostenuto e molto cantabile
El segundo movimiento, Andante sostenuto e molto cantabile, está en si bemol mayor y en compás de 4/4. Es rico, melódico y con una brillante partitura para vientos y metales pero, con su colorido cromatismo y su deliciosa melodía, no está impregnado de la misma tradición clásica que el movimiento inicial. Cronológicamente se trata del primer movimiento de variación independiente de la obra de Dvořák. A veces se dice que su tema, de una fuerza sin igual, está inspirado en Tannhäuser de Wagner, lo que sin duda se refleja, entre otras cosas, en las armonías inusuales y ricamente moduladas. Las cinco variaciones individuales fluyen con suavidad y naturalidad, una a partir de la otra, dando la impresión de ser una pieza musical única e integral.

### III.Scherzo. Allegro feroce
El tercer movimiento, Scherzo. Allegro feroce, está en do mayor, en compás de 3/4 y responde a una forma ternaria A-B-A claramente dispuesta. Introduce un tema muy rítmico en las secciones exteriores que el compositor empleó más tarde para la parte central de la pieza para piano VI. Z bouřlivých dob (De tiempos turbulentos) perteneciente al ciclo Ze Šumavy (Desde el bosque bohemio), Op. 68. El trío se asemeja en cierto modo a una marcha, que se acerca desde la distancia para alejarse de nuevo. El gran scherzo es bastante eficaz, incluso fuera de su contexto sinfónico. Por esta razón se ha valorado la posibilidad de que este movimiento fuera en origen una composición independiente, terminada antes que los demás movimientos y añadida posteriormente.

### IV.Finale. Allegro con brio
El cuarto y último movimiento, Finale. Allegro con brio, retoma la tonalidad inicial que luego pasa a re mayor y el compás es 2/4. La estructura es una combinación de la forma sonata con el rondó. En el Finale Dvořák nos ofrece algo similar a una danza campesina.

## Recepción de la obra
Después de escuchar el scherzo que se estrenó antes que el resto de la sinfonía, un crítico de la revista Dalibor comentó: la música "tuvo una acogida muy entusiasta. [...] Si se nos permitiera juzgar toda la sinfonía basándonos sólo en esta parte, no desearíamos otra cosa, sino que la obra se interpretara en su totalidad, lo antes posible". Dieciocho años después, el público pudo escuchar la obra completa. Tras el estreno, la obra fue inmediatamente aclamada y considerada una obra maestra de Dvořák. 
En la actualidad la Sinfonía n.º 4 se considera un punto importante en la carrera sinfónica del maestro checo. Con esta nueva sinfonía, consiguió combinar magistralmente su estilo personal con la forma de la sinfonía. La posterior Sinfonía n.º 5 continúa este estilo con una madurez aún mayor.